# Уил Патън
Уил Патън (на английски: Will Patton) е американски актьор.

## Частична филмография
Кино
- 1983 – „Силкуд“ (Silkwood)
- 1987 – „Без изход“ (No Way Out)
- 1990 – „Срив в системата“ (A Shock to the System)
- 1993 – „Ромео кърви“ (Romeo Is Bleeding)
- 1994 – „Кукловодите“ (The Puppet Masters)
- 1995 – „Имитаторът“ (Copycat)
- 1997 – „Месия на бъдещето“ (The Postman)
- 1997 – „Сестрите Абът“ (Inventing the Abbotts)
- 1998 – „Армагедон“ (Armageddon) - Чарлз Чапъл
- 1999 – „Клопка“ (Entrapment)
- 1999 – „Закуска за шампиони“ (Breakfast of Champions)
- 2000 – „Помни титаните“ (Remember the Titans)
- 2000 – „Да изчезнеш за 60 секунди“ (Gone in 60 Seconds)
- 2002 – „Послания от мрака“ (The Mothman Prophecies)
- 2004 – „Наказателят“ (The Punisher)
- 2006 – „Крайпътна къща 2“ (Road House 2: Last Call)
- 2007 – „Кодово име: Чистачът“ (Code Name: The Cleaner)
- 2007 – „Могъщо сърце“ (A Mighty Heart)
- 2009 – „Бруклинските стражи“ (Brooklyn's Finest)
- 2009 – „Четвъртият вид“ (The Fourth Kind)
- 2014 – „Мисия: Ноември“ (The November Man)
- 2014 – „Минари“ (Minari) - Пол

Телевизия
- 1991 – „Дилинджър“ (Dillinger)
- 2001-2003 – „ЦРУ“ (The Agency)
- 2005 – „Някога на запад“ (Into the West)
- 2006-2007 – „Криминални уравнения“ (Numbers)
- 2009 – „24“ (24)
- 2011-2015 – „Падащи небеса“ (Falling Skies)